# √Letter ルートレター
『√Letter ルートレター』は、角川ゲームスより2016年6月16日に発売されたゲームソフト。対応プラットフォームはPlayStation 4・PlayStation Vita。
新規シナリオと登場人物のビジュアルを実写の俳優・女優に置き換えたモードと新たなハッピーエンディングルートを追加し、対応プラットフォームにNintendo Switchを加えたバージョンアップ版『√Letter ルートレター Last Answer』が2018年12月20日に発売。

## 概要
「角川ゲームミステリー」シリーズの第1弾。島根県を舞台にしたミステリーアドベンチャーゲーム。本作のプロデューサーである安田善巳は島根県松江市の出身であり、島根県庁の全面的な協力を得て制作された。
安田善巳によれば、本作を製作するきっかけは、島根県庁の企画局に勤務する高校生時代の同級生からの、ゲームで島根県の魅力を世界に発信して欲しいとの要請だった。しかし、当時の角川ゲームス社内には、「日本の地方をテーマにしたゲームを作っても売れない」という空気が蔓延していた。安田は、実在する人々や日常の暮らしを完全再現するリアリティーの追求とアニメーション的なグラフィック表現、世界的な知名度の有名声優をキャスティングすることで、日本に興味のある海外ゲームユーザー層にアプローチし成功するとのタイトル戦略を明確にし、心配する役員やスタッフを説得した。
安田は、まず、出身高校である島根県立松江南高等学校の協力を得て地元の生徒たちが休日に遊びにいく場所や放課後のたまり場、地元の隠れた名店などを訊くロケハンを行なって、登場シーンを選定した。また、登場人物に出雲弁と呼ばれる島根県出雲地方の方言をしゃべらせるなど、徹底したリアリティーを追及している。そして、実在する「神代そば」、「パティスリーガレット（洋菓子店）」、「ウォーターワークス（カフェ）」、「中村BAR」そして「宍道湖観光遊覧船はくちょう」などをゲームに登場させるとともに、実在する店主や船長を実名でゲームに登場させ、実在する登場人物に会えて言葉を交わせる唯一無比のアドベンチャーゲームとして作品を尖がらせた。
さらには、日髙のり子、皆口裕子、井上喜久子ならびに 山寺宏一と言った著名な声優陣がキャスティングされ、『ラブプラス』のキャラクターデザインを務めた箕星太朗がキャラクターデザインを手がけるなど、豪華なスタッフ陣が制作に参加しているとして話題を呼んだ。
ちなみに、主題歌の「純愛ラプソディ」は島根県出雲市出身の竹内まりやの作曲。
ゲーム本編発売と同時に、無料体験版が配信開始された。セーブは可能だが、製品版とのセーブデータの互換は無し。PS4版はPlayStation Storeから配信されており、2章までがプレイ可能。PS Vita版はPlayStation Plusの会員限定で120分のプレイが可能。
2022年5月より、Dragami Gamesが角川ゲームスからシリーズに関する権利を引き継いでいる。
2022年9月時点での世界累計販売本数は60万本を突破しており、アドベンチャーゲームとしては異例のヒットを記録している。

## ゲームシステム
ゲームは実在する松江市内（と出雲市内）の名所や繁華街を回りつつ、「文野 亜弥」を名乗った少女の同級生たちの行方を探し、彼らの正体を明らかにするという「アドベンチャーパート」と、亜弥との文通内容を再現し、彼女の心をつかむ「シミュレーションパート」に分かれている。
推理アドベンチャーであり、関わり合いを避け、可能な限りシラを切るかつての同級生たちに手紙に描かれた人物であるという動かぬ証拠や事実をつきつけ、当時の「文野 亜弥」が抱いていた彼らへの本当の思いを伝えることになる。8章までは全シナリオ共通で、「文野亜弥」の同級生たちが全員集う。全員が集った9章と10章でそれまでの選択肢に応じて内容と展開が全く異なる全5シナリオに分岐する。
一度いずれかのエンディングを迎えた後は、手紙の読み上げボイスが「亜弥」と「栞」で変更可能になる。また再スタート後、ゲーム内で「スマホ」獲得後（つまり「松江しんじ湖」駅到着後)から8章開始までスキップ可能になる。

## あらすじ
東京の設計事務所に勤めていた主人公中村 貴之（改名可能）は、独立を機に退社。実家の改築に伴って帰省したところ、高校時代の文通相手だった少女文野 亜弥との手紙の束を発見する。その中にあった消印のない11通目に書かれた「人を殺してしまいました。罪を償わなくてはなりません」という内容が気になり、気楽な一人旅を兼ねて島根に向かう。
ところが、島根で彼を待っていたのは「文野 亜弥」という少女は「15年前には既に故人だった」という衝撃の事実だった。文野亜弥を名乗っていた文通相手の少女と再会するため、手紙で紹介されていた様々なあだ名を持つ友人たちを発見するため、貴之は島根を奔走する。
だが、15年を経て「マックス」こと貴之が現れたことに、当時の同級生たちは露骨に警戒して口を噤み、特に文通相手については堅く口を閉ざす。やがて、貴之は身辺を狙われるようになる。
はたして、15年前の真実とは？　そして、貴之は無事に「文野亜弥」というペンネームを名乗る女性と、再会を果たすことが出来るのだろうか……？

## 登場人物
声はオリジナルモードでの声優、演はLast Answerのドラマモードでの出演者。

### 主要人物
中村 貴之
声 - 山寺宏一（Last Answer）
本作の主人公。東京都在住。大学卒業後は設計事務所に勤務していたが独立が決まり、実家の改築を機に高校時代に文通相手だった文野亜弥から届いた11通目の消印のない手紙が気になり、文野亜弥が当時在住していた島根県に向かう。33歳。高校時代に文野亜弥と文通をしていたが、10通目の手紙の返事がなかったことからそれきりになっていた。「貴之」はデフォルトネームで、ゲーム開始時に変更可能。文通当時のペンネームかつあだ名は「マックス」。推理モードの佳境でもそれに由来した「マックスモード」（畳み掛け推理）を使う。
亜弥からの手紙に描かれていた7人のクラスメイトについて判明しているのは手紙の中で「メガネ」、「サル」、「デブ」、「ビッチ」、「ガリ」、「チビ」、「親友」として綴られた7人。
文野 亜弥
声 - 日髙のり子 / 演 - 山本あこ
主人公が高校時代（1999年）に文通していた相手で、本作のヒロイン。黒いストレートのロングヘアでピンクのリボンをしていた。「人を殺してしまったため罪を償わなくてはならない」という手紙を主人公に送ってきたが、その後の行方は不明。
貴之が手がかりとして持つ写真は確かに「文野 亜弥」本人のもの。だが、15年前には存命しておらず、彼女の名を騙った女性が真のヒロイン。
なお、架空の女優である「AYA」が『ルートレター』では「文野亜弥」を演じているという設定で、他の角川ゲームミステリー作品にも別の役で登場する予定とされている（スター・システム）。
吉岡 栞
声 - SHIORI / 演 - 吉崎綾
本作の真のヒロインであり「文野 亜弥」を演じて貴之と文通していた女性。彼女が「文野 亜弥」というペンネームを名乗ることになった背景と「人を殺してしまったため、罪をつぐなわなくてならない」という手紙が届いた事情はそれぞれのシナリオにより全く異なる。彼女が8人目のクラスメイトであるという事実そのものは変わらない。彼女の行方を探し出すことが貴之の最大の目的。

### 7人の級友
全員が貴之とは同い年。結婚、仕事、子育てとそれぞれの人生を歩んでいる。仕事上でも難しい時期に立たされている。
石原 由香里
声 - 井上喜久子 / 演 - 月野もあ
島根県立美術館の部長。部下や母校の関係者たちから副館長への出世を期待されている。親切な女性で島根を訪れた貴之をもてなす。姉にコンプレックスを抱いている。
他のメンバーの中で唯一人「マックス」に好意を抱いている。
大森 準
声 - 河本啓佑 / 演 - 夏川秀之
「パティスリー・ピュア」のパティシエ兼店長。イケメン店長として知られ、同僚女性との結婚を控えている。心優しい性格。なぜかベリー系のケーキが苦手。
野津 翔太
声 - 寸石和弘 / 演 - 田辺良章
「中村BAR」のバーテンダー。オーナーから店の営業を一手に任されている。酒の趣味やカクテルなどにも通じており、ワイルドな顔つきだが腕前は良い。
渡辺 将也
声 - 白川周作 / 演 - 長澤宏至
松江南高校の体育教師で野球部顧問。幼少時から運動神経抜群。荒い口調だが情に篤く、生徒たちにも人望がある。今年のチームは甲子園出場を期待されている。中村BARの常連客。
村上 美咲
声 - 氷青 / 演 - 宮本彩希
山陰中央テレビ（TSK）の人気女子アナウンサー。正義感が強い性格。報道番組に出たいと思っているが、お天気キャスターやバラエティ番組のオファーばかりで不満に思っている。実家が造り酒屋であり、その影響で酒豪。
田中 耕介
声 - 岩崎ひろし / 演 - 山崎快
松江市役所職員。高校時代は当時学年一の秀才と言われていたが、高校3年生の時に成績が急落。現在は役場でも閑職に回されている。自分に自信が無い性格。理系に強い。
佐々木 理子
声 - 冬馬由美 / 演 - 能登有沙
元アイドルで現在は主婦。旧姓は羽田。高校卒業後はモデルからアイドルを皮切りに、グラビアアイドルRICOや演歌歌手岬理子としても芸能活動したが結局芽が出ることなく引退した。現在は島根で子役タレントながら才能ある娘のありさに夢を託して奮闘している、いわゆるステージママ。

### サブキャラクター
山本 春花
声 - 西村華奈穂
宍道湖畔の旅館「松江荘」の女将。
坂田 智子
声 - 麦穂あんな / 演 - 桑澤菜月
「松江荘」の仲居。元気で逞しい女の子。少し天然キャラだが貴之に様々なアドバイスをくれる。
宇野 源吉
声 - 藤原満
蕎麦屋「神在庵」の主人。
吉田 三平
声 - 辻󠄀尊広
「神在庵」の店員。お調子者で、情報通。「～でやす」と付けて話す。
佐々木 ありさ
声 - ろん
理子の娘。「劇団うさぎ」に所属する子役で、しじみのCMに出るほど島根県内では大人気。
福井 優香
声 - 長﨑瞳
「パティスリー・ピュア」のパティシエールで、準の婚約者。
泉 小雲
声 - 板取将明
「松江荘」に出入りしている元気な老人。
倉井 礼一
島根県の伝説などに精通する謎の男。
盛田、須賀利
声 - 本田早雲（盛田）
出雲市でUFOの研究をしている研究員の男女。男性のほうが森田で女性のほうが須賀利。森田はアイドルオタク。
しまねっこ
実在する島根県のゆるキャラ。
中村 英次
「中村BAR」のオーナー。
上谷 雅宏
観光遊覧船「はくちょう号」の船長。高校野球ファン。
安来 潔史
松江大庭高校の生徒が客として集まるカフェ「ウォーターワークス」の店長。

## スタッフ
- 制作総指揮/プロデューサー - 安田善巳
- 企画/キャラクターデザイナー - 箕星太朗
- シナリオライター - 藤ダリオ
- 作曲 -新田高史
- ディレクター - 長谷川仁

## 主題歌

### √Letter ルートレター
「純愛ラプソディ」
作詞・作曲 - 竹内まりや / 編曲 - 鈴木Daichi秀行 / 歌 - ろん

### √Letter ルートレター Last Answer
「Departure」
作詞 - S-KEY-A / 作曲 - 石井健太郎 / 歌 - 佐々木李子

## 実写映画
2017年8月、中国の映像制作会社パーフェクトワールド・ピクチャーズにより、映画やTVドラマなどの実写版映像コンテンツの制作を行うことが発表された。
2018年11月に本作を原作としたハリウッド映画が制作されることが発表され、2022年9月1日に映画「Root Letter」（監督ソーニャ・オハラ、主演ダニー・ラミレス・キーナ・マリー）がアメリカで一般公開された。